# Vliekerwaterlossing

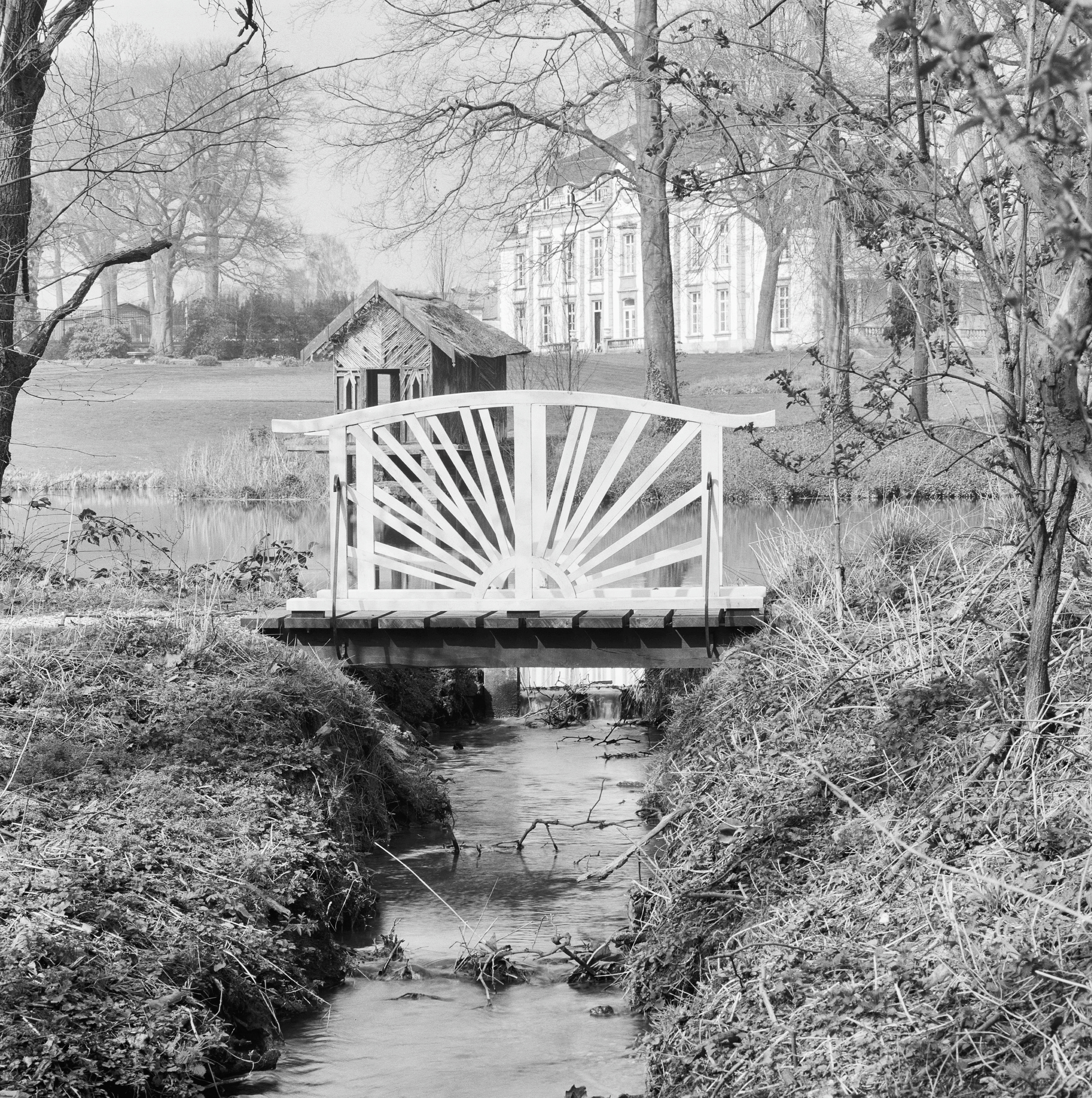
De beek bij Kasteel Vliek

De Vliekerwaterlossing, soms ook aangeduid als de Vliekerbeek, is een beek in Nederlands Zuid-Limburg in de gemeente Meerssen. De beek ligt tussen Ulestraten en Meerssen in het Watervalderbeekdal op de helling van het Centraal Plateau en stroomt in zuidwestelijke richting langs buurtschap Vliek. Bij Ulestraten en Vliek zijn er meerdere bronnen die de beek voeden, waaronder de Catharinabron. Bij Kasteel Vliek voedt de beek twee vijvers. Na de vijvers stroomt de beek door om bij Humcoven uit te monden in de Watervalderbeek. De beek heeft een lengte van ongeveer twee kilometer en stroomt voor het grootste gedeelte langs of door het hellingbos Vliekerbos.
De beek is waarschijnlijk door mensen gegraven om water af te voeren getuige de aanduiding lossing in de naam van de beek.

## Geschiedenis
Rond 1468 werd het beekwater ter hoogte van Hof in den Dael (waar later Kasteel Vliek werd gebouwd) door drie vijvers geloodst die werden gebruikt om vissen te kweken.
In 1935 was het gebied van de Sint Catharinastraat een moeilijk begaanbaar drassig gebied als gevolg van kleilagen in de bodem die het water tegen hielden. Toen de hoofdweg tussen Ulestraten en Meerssen werd aangelegd in 1933-1935 moest het gebied hier ontwaterd worden. Om het hier begaanbaar te maken werd er een zandlaag gestort tot wel twee meter dik.

## Geologie
In de bodem in de omgeving van de beek bevinden zich meters dikke kleilagen uit het Oligoceen die toen werden afgezet in een ondiepe zee in de buurt van een kustlijn. Water dat in de bodem wegzakt stuit op deze kleilagen, waarna het water in de dalhellingen als bronnen ontspringen zoals hier in het brongebied aan de voet van de Wijngaardsberg.